# Michal Veselý
Michal Veselý (* 28. října 1980) je bývalý český fotbalový obránce, naposledy hrající za český třetiligový klub FC ŽĎAS Žďár nad Sázavou, a současný mládežnický trenér v celku FC Vysočina Jihlava.

## Hráčská kariéra
S fotbalem začal ve svých šesti letech ve Štokách, odkud v roce 1992 zamířil do Jihlavy, kde nastupoval v mládežnických týmech místního FC PSJ. V roce 1996 mění působiště znovu. Tentokrát se stěhuje do Prahy, kde hájil barvy Slávie, v níž se stal dorosteneckým mistrem ČR. Do "áčka" se však neprobojoval a tak v roce 1999 zamířil do Dejvic, aby zde oblékl dres Dukly. Ovšem již v následujícím roce se rozhodl pro návrat do Vysočiny Jihlava. Tady se brzy zařadil do základní sestavy a postupně se vypracoval v klubovou legendu. V roce 2012, po dlouhých dvanácti letech v Jihlavě, se rozhodl ukončit profesionální kariéru a jako amatér zamířil na své první zahraniční angažmá do rakouského SV Oberndorf. Zároveň se začal připravovat na svoji trenérskou dráhu. V lednu 2013 zamířil zpátky do Česka, do třetiligového týmu FC ŽĎAS Žďár nad Sázavou. V lednu 2017 se rozhodl ukončit svoji fotbalovou kariéru.

## Trenérská kariéra
S trenérskou kariérou začal v roce 2011, kdy získal trenérskou "A" licenci. V roce 2012 se stal asistentem Ladislava Novického u nejmladší jihlavské přípravky (ročník 2006), kterou od nové sezony převzal jako hlavní trenér.

## Úspěchy
- SK Slavia Praha
  - dorostenecký mistr ČR
- FC Vysočina Jihlava
  - postup do Gambrinus ligy (2004/05 a 2011/12)
  - semifinále Poháru ČMFS 2003/04
  - klubový rekordman v počtu odehraných zápasů